# Untersuchungshaft (Deutschland)
Die Untersuchungshaft – häufig kurz U-Haft genannt – ist nach deutschem Strafprozessrecht eine verfahrenssichernde Ermittlungsmaßnahme im Rahmen der Ermittlung einer Straftat. Die Untersuchungshaft darf nur durch einen Richter durch Haftbefehl und ein Ersuchen um Aufnahme zum Vollzug der Untersuchungshaft angeordnet werden. Ihr geht in aller Regel eine Festnahme durch die Polizei oder die Staatsanwaltschaft voraus. Der Beschuldigte muss einem Haftrichter vorgeführt werden.
Die Anordnung der Untersuchungshaft ist in den §§ 112 ff. Strafprozessordnung (StPO) geregelt. Die Zeit in der Untersuchungshaft wird in der Regel auf eine eventuell später verhängte Freiheitsstrafe angerechnet. Die Untersuchungshaft darf in der Regel höchstens sechs Monate dauern.
In den Jahren 2019 bis 2024 befanden sich jeweils etwa 12.000 bis 14.000 Personen in Deutschland in Untersuchungshaft.

## Zweck der Maßnahme
Die Untersuchungshaft dient grundsätzlich nur der Sicherung des Strafverfahrens. Es soll einer möglichen negativen Beeinflussung des Verfahrens begegnet werden. Das Gesetz nennt Gefahren in § 112 Abs. 2 StPO in Form von drei Haftgründen:
1. Flucht oder Verborgenhalten,
2. Fluchtgefahr und
3. Verdunkelungsgefahr.

Darüber hinaus bestimmt § 112a StPO die Wiederholungsgefahr als vierten Haftgrund. Dieser Haftgrund ist präventiv-polizeilicher Natur und stellt daher bei strenger Betrachtung einen Fremdkörper in der repressiv-rechtlichen StPO dar.

## Voraussetzungen
Gegenüber dem Beschuldigten muss zunächst dringender Tatverdacht vorliegen (§ 112 Abs. 1 S. 1 StPO). Dringender Tatverdacht liegt vor, wenn aufgrund des gegenwärtig ermittelten Sachverhalts aufgrund bestimmter Tatsachen eine hohe Wahrscheinlichkeit besteht, dass der Beschuldigte als Täter oder Teilnehmer einer Straftat verurteilt wird.
Zweite Voraussetzung ist ein Haftgrund, der bei einer Vorführung durch den Richter (Ermittlungsrichter) anhand „bestimmter Tatsachen“ (§ 112 Abs. 2 StPO) geprüft wird. Häufigster angenommener Haftgrund ist dabei die Fluchtgefahr. Es ist nicht notwendig, dass der Beschuldigte sich bereits versteckt hält oder flüchtig ist. Auch wenn die mögliche Strafe bereits einen Anreiz für die Flucht gibt und keine familiären oder persönlichen Bindungen existieren, kann von einer Fluchtgefahr gesprochen werden. Das Nichtvorhandensein eines festen Wohnsitzes als Fluchtgrund anzugeben ist unstatthaft, da es sich um eine formelhafte Wendung handelt. Die Haftgründe sind stattdessen ausführlich darzulegen. Gleichwohl kommt es in der Praxis zu teilweise gravierenden Benachteiligungen von Personen ohne festen Wohnsitz, insbesondere bei Jugendlichen.
Ein anderer Haftgrund ist die Verdunkelungsgefahr. Der Beschuldigte soll davon abgehalten werden, Beweismittel zu vernichten oder zu verändern, aber auch Zeugen zu beeinflussen. Sind Beweise bereits ausreichend gesichert und die Zeugen richterlich vernommen, besteht keine Verdunkelungsgefahr. Die Verdunkelungshandlung muss sich auf die Tat/en beziehen, die im Haftbefehl aufgeführt ist/sind.
Im Bereich der Schwerkriminalität (u. a. Bildung terroristischer Vereinigungen, Mord, Totschlag) gelten geringere Anforderungen bezüglich der Darlegung eines Haftgrundes. Nach der Formulierung des § 112 Abs. 3 StPO ist ausdrücklich kein Haftgrund erforderlich. Nach einer Entscheidung des Bundesverfassungsgerichts verstößt diese Regelung aber gegen den Verhältnismäßigkeitsgrundsatz; bei verfassungskonformer Auslegung bedeutet die Erleichterung daher lediglich, dass der Richter bei der Prüfung des Haftgrundes bereits einen begründeten Verdacht als ausreichend erachten darf.
Die Wiederholungsgefahr als vierte Alternative dient nicht mehr der Sicherstellung des Verfahrens. Sie stellt eigentlich eine präventive Maßnahme dar, insbesondere bei Taten gegen die sexuelle Selbstbestimmung und bei Serienstraftätern. Die Wiederholungsgefahr als Haftgrund ist nach der Entscheidung des Bundesverfassungsgerichts verfassungsrechtlich unbedenklich. Dieser Haftgrund gilt allerdings nur subsidiär, nämlich dann, wenn der Beschuldigte sich in Freiheit befindet, weil entweder kein Haftgrund nach § 112 Abs. 2 StPO vorliegt oder aber der Haftbefehl nach § 116 StPO außer Vollzug gesetzt worden ist und der Beschuldigte somit die Möglichkeit hat, die Straftat fortzusetzen.
Abschließend muss die Untersuchungshaft auch verhältnismäßig sein. Die Untersuchungshaft darf also beispielsweise nicht die Dauer der zu erwartenden Strafe übersteigen (§ 112 Abs. 1 Satz 2 StPO). Bei Bagatelldelikten ist die Untersuchungshaft nur eingeschränkt zulässig (§ 113 StPO). Wenn durch andere Maßnahmen (zum Beispiel regelmäßige Meldepflicht bei der Polizei; Sicherheitsleistung, also „Kaution“) der Zweck der Untersuchungshaft ebenfalls erreicht wird, ist die Untersuchungshaft nach § 116 StPO entbehrlich, beziehungsweise es wird zwar die Untersuchungshaft angeordnet, dies jedoch gegen entsprechende Auflagen außer Vollzug gesetzt.
Eine besondere Ausprägung des Verhältnismäßigkeitsprinzips ist der Beschleunigungsgrundsatz in Haftsachen. Es sind der Freiheitsanspruch des Beschuldigten und das staatliche Interesse an der Strafverfolgung gegeneinander abzuwägen. Nach ständiger Rechtsprechung des Bundesverfassungsgerichts nehmen mit der Dauer der Untersuchungshaft die Anforderungen an die staatlichen Organe zu, die Arbeit in einer Haftsache (besonders) zügig vorzunehmen. Zur verfassungsrechtlichen Rechtfertigung einer ohnehin schon lang andauernden Untersuchungshaft reicht dabei nicht ein Verweis auf die Höhe der Strafe, die wegen der Tat zu erwarten ist, wenn es zu erheblichen, vermeidbaren und dem Staat zuzurechnenden Verfahrensverzögerungen gekommen ist.

## Vollzug
Der Vollzug der Untersuchungshaft erfolgte seit 1953 nach den Vorschriften der Untersuchungshaftvollzugsordnung (UVollzO), einer bloßen Verwaltungsvorschrift. Eine gesetzliche Grundlage für den Vollzug der Untersuchungshaft war nur sehr unzureichend in § 119 StPO und § 177 StVollzG vorhanden. Dennoch konnte sich der Bundesgesetzgeber nicht zu einer bundesrechtlichen Regelung entschließen. 
Nach der Föderalismusreform des Jahres 2006 blieb der Bund für die Gesetzgebung in Verfahrensfragen (Anordnung der UHaft, Rechtsschutz, Überhaft etc.) zuständig, während die einzelnen Bundesländer für den Vollzug, d. h. die Haftbedingungen, verantwortlich sind. Bis zum um 1. Januar 2012 sind in allen Bundesländern eigene Vollzugsgesetze in Kraft getreten. Da auch für den in Untersuchungshaft genommenen Beschuldigten die Unschuldsvermutung gilt und durch die Haft nur soweit in die Freiheitsrechte des Inhaftierten eingegriffen werden darf, wie dies zur Erreichung des Zwecks der Untersuchungshaft erforderlich ist, bestehen für den Beschuldigten grundsätzlich die gleichen Haftbedingungen im Regelvollzug. Im Gegensatz zu Strafgefangenen gibt es für Untersuchungsgefangene aber keine Arbeitspflicht während des Vollzugs, sie brauchen keine Anstaltskleidung zu tragen und sind meist in getrennten Abteilungen von den Strafgefangenen untergebracht.

## Zusammentreffen von U-Haft und anderen freiheitsentziehenden Maßnahmen
Befindet sich jemand in Untersuchungshaft und ist gleichzeitig Strafhaft aus einem anderen Verfahren zu vollstrecken, so musste bisher die Unterbrechung der Untersuchungshaft zur Verbüßung der Strafhaft erwirkt werden. In § 116b Satz 1 StPO neuer Fassung (n. F.) ist nunmehr geregelt, dass die Vollstreckung der Untersuchungshaft künftig nur der Vollstreckung der Auslieferungshaft, der vorläufigen Auslieferungshaft, der Abschiebungshaft und der Zurückweisungshaft vorgeht. Alle anderen freiheitsentziehenden Maßnahmen (z. B. Strafhaft, Ersatzfreiheitsstrafe) gehen der Vollstreckung der Untersuchungshaft vor (§ 116b Satz 2 StPO n. F.). Eine andere Vollstreckungsreihenfolge kann jedoch angeordnet werden, wenn der Zweck der Untersuchungshaft dies erfordert (§ 116b Satz 2 StPO n. F.). Da § 126a Abs. 2 Satz 1 StPO n.F. nicht auf den § 116b StPO n. F. verweist, gilt diese Vollzugsregelung nicht bei einstweiliger Unterbringung.

## Obergrenze der Untersuchungshaft
Solange kein Urteil ergangen ist, das auf eine Freiheitsstrafe oder eine freiheitsentziehende Maßregel lautet, soll in Deutschland der Vollzug der Untersuchungshaft in der Regel sechs Monate nicht überschreiten. Das Oberlandesgericht (bzw. der Bundesgerichtshof) kann jedoch diese Frist im Rahmen einer Haftprüfung verlängern, „wenn die besondere Schwierigkeit oder der besondere Umfang der Ermittlungen oder ein anderer wichtiger Grund das Urteil noch nicht zulassen und die Fortdauer der Haft rechtfertigen“ (§ 121 StPO), bei Wiederholungsgefahr als Haftgrund beträgt die neue Höchstdauer ein Jahr (§ 122a StPO). Die Verlängerung über sechs Monate hinaus ist in der Praxis nicht selten der Fall. Trotz der von Amts wegen durchgeführten Kontrolle durch das jeweils zuständige Oberlandesgericht (bzw. den Bundesgerichtshof) gab es auch in Deutschland Einzelfälle überlanger Untersuchungshaft, die gelegentlich vom Europäischen Gerichtshof für Menschenrechte (EGMR) als Verstoß gegen die Europäische Menschenrechtskonvention gerügt wurden.
Bei einer längeren Untersuchungshaft reicht nach einem Urteil des EGMR von 2004 eine zu erwartende hohe Strafe allein nicht aus. Im Juli 2004 brachte Rheinland-Pfalz im Bundesrat eine Gesetzesvorlage zur Verlängerung der Höchstdauer der Untersuchungshaft ein; diese wurde jedoch am 17. Februar 2005 vom Bundestag abgelehnt. Auslöser für die Gesetzesvorlage war ein im November 2002 begangener Mord. Der Mörder war bereits im März 2002 von der später Ermordeten wegen Vergewaltigung angezeigt und verhaftet, aber nach sechs Monaten aus der Untersuchungshaft entlassen worden, weil bis dahin noch immer nicht mit seinem Prozess begonnen worden war. Kritiker warfen der damaligen Landesregierung vor, dass daher besser die Bearbeitung von Verfahren beschleunigt werden sollte, anstatt auf Druck der Presse eine Verlängerung der Untersuchungshaft einzufordern. Nach einem Urteil des Bundesverfassungsgerichts (BVerfG) von 2014 reicht eine Überlastung des Gerichts als Grund nicht aus: Der Staat müsse die Gerichte mit ausreichend Personal ausstatten.
Eine gesonderte Form der Untersuchungshaft ist in § 230 Abs. 2 StPO geregelt: Wenn ein Angeklagter trotz einer ordnungsgemäßen Ladung zu einer Hauptverhandlung nicht erscheint und sein Ausbleiben nicht ausreichend entschuldigt, ist die Vorführung (Festnahme am Tag der neuen Verhandlung, § 230 Abs. 1 StPO) anzuordnen oder ein Haftbefehl gemäß § 230 Abs. 2 StPO zu erlassen. Zwischen diesen beiden Mitteln besteht ein Stufenverhältnis, daher ist aus Gründen der Verhältnismäßigkeit grundsätzlich zunächst die Vorführung anzuordnen. Auch diese Form der Untersuchungshaft dient einzig der Sicherung der zeitnahen Fortführung des Strafverfahrens. Daher darf in der Regel die Dauer der Inhaftierung eine Woche „jedenfalls nicht deutlich“ überschreiten. Weiterer Haftgründe als das unentschuldigte Ausbleiben bedarf es nicht, allerdings ist auch hier die Verhältnismäßigkeit (eingeschränkt) zu beachten. Mit dem Ende der Hauptverhandlung erledigt sich der Haftbefehl gemäß § 230 StPO. Einer gesonderten ausdrücklichen Aufhebung bedarf es daher am Ende der Hauptverhandlung nicht.

## Außervollzugsetzung
Die Vollstreckung eines Untersuchungshaftbefehls kann – ohne diesen ausdrücklich aufzuheben – gegebenenfalls unter Auflagen außer Vollzug gesetzt werden. Als Auflagen kommen beispielsweise Meldepflichten, Haftkaution etc. in Betracht. Im Falle eines Verstoßes gegen die Auflagen kann der Haftbefehl jederzeit wieder in Vollzug gesetzt werden.